# Arthies
Arthies ist eine französische Gemeinde mit 267 Einwohnern (Stand 1. Januar 2022) im Département Val-d’Oise in der Region Île-de-France. Die Bewohner nennen sich Arthésiens.

## Geografie
Der Ort befindet sich ca. 50 km nordwestlich von Paris. Die D 983 (Gisors – Magny-en-Vexin – Mantes-la-Jolie) durchquert den Ort. Nachbargemeinden von Arthies sind Maudétour-en-Vexin im Nordwesten, Wy-dit-Joli-Village im Norden, Avernes im Osten und Aincourt Südwesten.
Das Gemeindegebiet gehört zum Regionalen Naturpark Vexin français.

## Geschichte
Die Entdeckung einer Villa rustica bezeugt die Besiedlung während der Römerzeit. Unter dem Namen „Artegiæ“ ist Arthies im Jahr 690 erstmals urkundlich überliefert. Bis zum Ende des Ancien Régime gehörte der Ort zur Herrschaft von La Roche-Guyon.

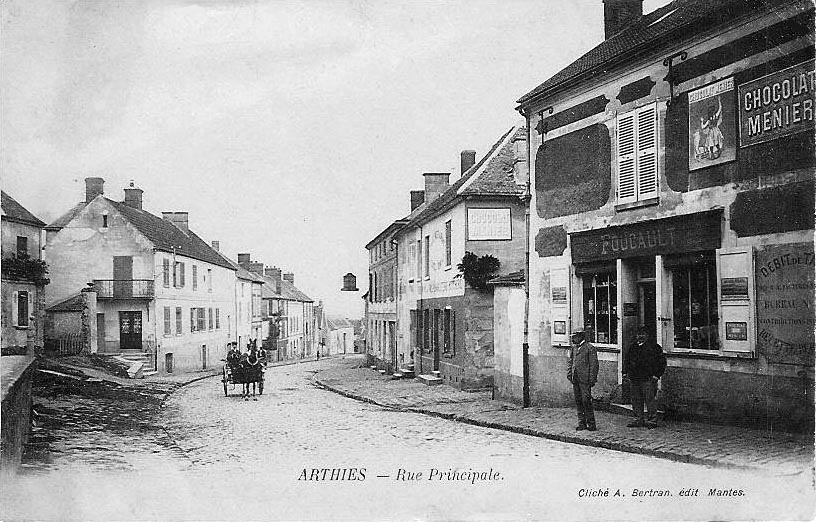
Rue principale, um 1900

## Sehenswürdigkeiten
- Kirche Saint-Aignan[1] aus dem 11./12. Jahrhundert (Monument historique)
- Schloss Arthies[2] aus dem 15. bis 17. Jahrhundert (Monument historique)
- Schlosspark[3]
- Taubenturm[4] aus dem 16. Jahrhundert (Monument historique)

## Bevölkerungsentwicklung
| Jahr      | 1962 | 1968 | 1975 | 1982 | 1990 | 1999 | 2007 |
| --------- | ---- | ---- | ---- | ---- | ---- | ---- | ---- |
| Einwohner | 195  | 171  | 190  | 185  | 194  | 258  | 284  |